# コナビール会社
コナビール会社（英文：Kona Brewing Company）はコナブルワリー（Kona Brewery）とも呼ばれ、アメリカ合衆国ハワイ州ハワイ島のコナに本社があるビール会社である。1995年に初めてビールを出荷した
  、 現在はカイルア・コナの町の海岸近くの工場に隣接してパブも経営しており、ハワイ島だけでなくオアフ島へも出荷している。 
ハワイ島にはこの他に、ハワイヌイビール会社（本社：ヒロ、以前のメハナビール来社）もある。
日本においては一般的に、コナビール会社の販売しているビール各商品は「コナビール」と総称されており、2001年から株式会社友和貿易が総代理店「KONA BEER JAPAN」として輸入・販売しているほか、日本の公式サイトを開設・運営し、本商品がらみの各種情報を発信している。